# Universidad Nacional de Samoa
La Universidad Nacional de Samoa es una universidad situada en Apia (Samoa) que abarca a unos 2000 estudiantes. Ocupa un recinto construido en parte con dinero del gobierno de Japón.